# Дом-музей Мухтара Ашрафи
Дом-музей Мухтара Ашрафи — музей в Ташкенте, посвящённый жизни и творчеству узбекского композитора и дирижёра, Народного артиста СССР Мухтара Ашрафи.

## История
Дом-музей Мухтара Ашрафи был основан в 1982 году в Ташкенте, в квартире, где композитор жил и работал в период с 1965 по 1975.

## Экспозиция
В экспозиции музея находятся фотографии, документы, рукописи основоположника национальной оперы, афиши, программы спектаклей, личный архив дирижёра. Также имеется диорама дома, где артист провёл своё детство.
Музей состоит из пяти залов. В первом зале показано его детство, в трёх — его произведения, разделённые по периодам жизни, пятый зал посвящён общественной и педагогической деятельности Ашрафи. Одна из комнат музея посвящена творческой деятельности великого композитора и режиссера. Здесь собраны его произведения: «Сказание о Рустаме», «Амулет любви», «Тимур Малик» и многие другие.
Один из залов выделен для камерных концертов, выставок и для музыкального салона.